# (2517) Orma
(2517) Orma (1968 SB) – planetoida z pasa głównego asteroid okrążająca Słońce w ciągu 5,7 lat w średniej odległości 3,19 j.a. Odkryta 28 września 1968 roku.